# FIA-GT3-Europameisterschaft
Die FIA-GT3-Europameisterschaft war eine europäische Rennserie, die von der FIA und der SRO-Motorsport-Gruppe 2005 gegründet wurde. In der von 2006 bis 2012 ausgetragenen Meisterschaft waren ausschließlich GT3-Rennwagen zugelassen.

## Historie
Die FIA-GT3-Europameisterschaft wurde im Dezember 2005 als internationale Rennserie für GT3-Rennwagen parallel zu der bereits existierenden FIA-GT-Meisterschaft, in der GT1- und GT2-Rennwagen starteten, ausgeschrieben.
Im Gegensatz zu der FIA-GT-Meisterschaft und der nachfolgenden FIA-GT1-Weltmeisterschaft, in der vornehmlich professionelle Fahrer starteten, war die Europameisterschaft nicht professionellen Fahrern vorbehalten, um einen relativ günstigen Einstieg in den internationalen Motorsport anzubieten.
In der Meisterschaft wurden Punkte für die Fahrer- und Teamgesamtwertung vergeben. Zusätzlich gab es von 2006 bis 2010 parallel zu der Fahrer- und Teamwertung eigenständige Markenpokale der jeweils vertretenden Fahrzeugmarken. Diese Markenpokal-Wertungen wurden mit der Saison 2011 eingestellt.
Die Rennserie wurde mit ihrem Start 2006 positiv aufgenommen und fand 2009 mit der Anzahl der eingeschriebenen Teams und startenden Fahrzeuge ihren Höhepunkt. Danach ging die Anzahl der vertretenden Marken und Teams ab 2010 stetig zurück. Wegen zu geringer Teilnehmerzahlen wurden 2012 einige Rennen der FIA-GT3-Europameisterschaft und der FIA-GT1-Weltmeisterschaft zusammen durchgeführt. Nach der Saison 2012 wurde die Rennserie nach sieben Jahren eingestellt.

### Reglement

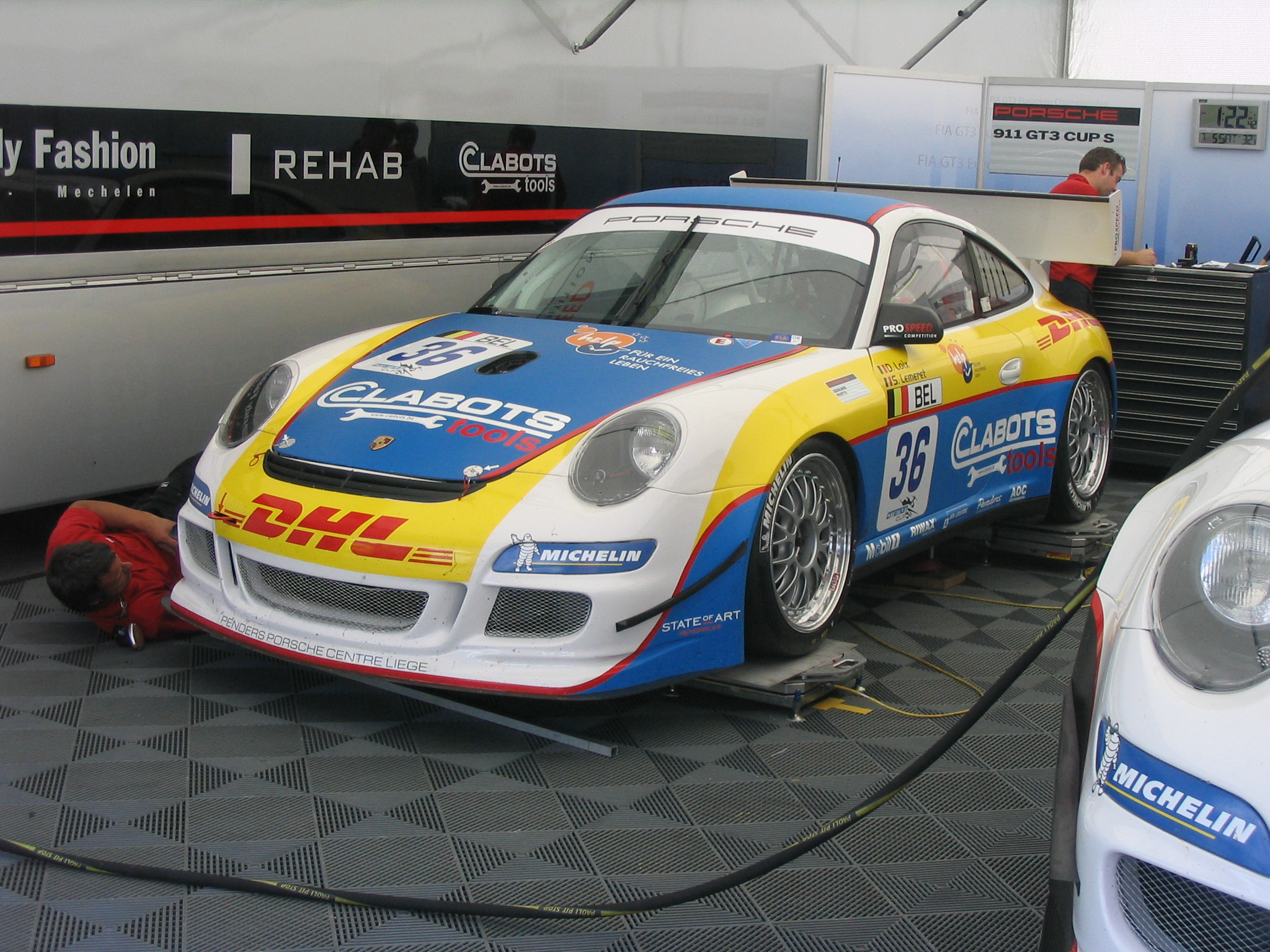
Porsche 911 GT3 Cup S (Typ 997)

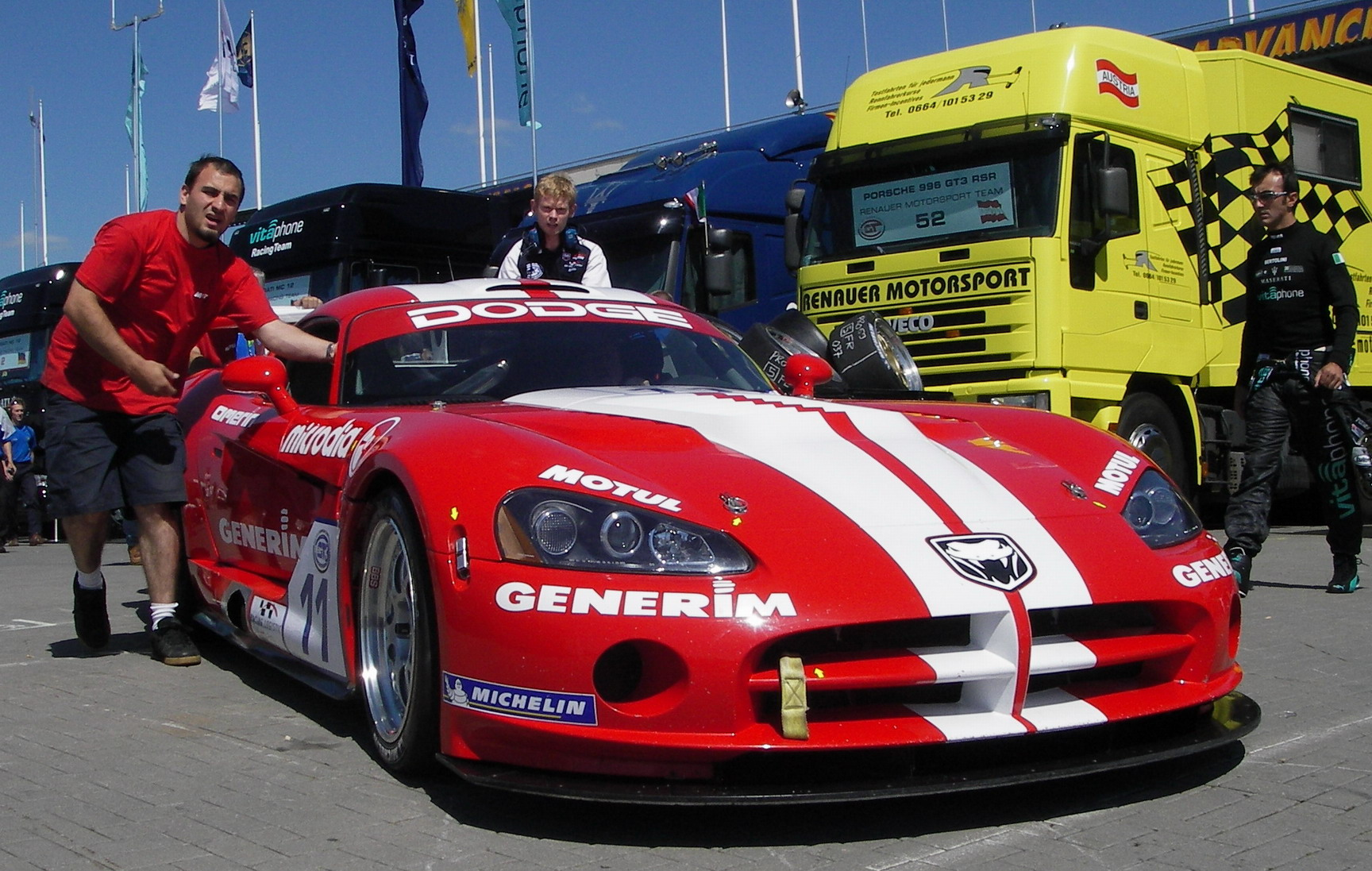
Dodge Viper Competition Coupe

Startberechtigt waren GT3-Rennwagen, die dem Artikel 257A im Anhang J des Internationalen Sportgesetzes der FIA entsprachen und von der FIA homologiert waren. Durch verschiedene Maßnahmen (Balance of Performance), wie Zusatzgewichte, Fahrzeughöhe usw. wurden die Fahrzeugleistungen aneinander angepasst.
Ursprünglich starteten alle Fahrzeuge mit Einheitsreifen von Michelin. Ab der Saison 2009 war die Reifenherstellerwahl den Teams freigestellt.
Es wurden nur Teams in der Meisterschaft zugelassen, bzw. gewertet, die mit zwei Fahrzeugen des gleichen Fahrzeugtyps antraten. Je Rennwagen mussten zwei Fahrer zu den Rennen gemeldet sein.
Die Fahrer wurden nach Prüfung der bisherigen Karriere in die vier Kategorien Platin, Gold, Silber und Bronze eingeteilt. Profi-Rennfahrer, die in der Kategorie Platin eingestuft waren, durften nicht in der Rennserie starten. Semiprofessionelle Fahrer der Kategorie Gold durften sich nur einen Wagen mit Amateur-Fahrern der Kategorie Bronze teilen. Alle anderen Fahrerkombinationen waren erlaubt.
Für einen Sieg gab es maximal 10 Punkte – ab 2010 mit neuer Punkteverteilung dann 25 Punkte in der Fahrer- sowie in der Teamwertung.

### Austragungsorte und Rennablauf
Die Rennen wurden 2006 und 2007 an fünf, danach an sechs Wochenenden in einem Rahmenprogramm zusammen mit der FIA-GT-Meisterschaft und später der FIA-GT1-Weltmeisterschaft durchgeführt. Die Austragungsorte waren pro Saison in unterschiedlichen Ländern und Rennstrecken in Europa. Nur in den Jahren 2007 und 2008 fand jeweils ein Rennwochenende in Dubai statt.
An einem Rennwochenende fanden in Vorbereitung zu den Wertungsläufen je zwei einstündige Trainingseinheiten und zwei einstündige Qualifikationsläufe statt. An der ersten Qualifikation musste der schwächer eingestufte Fahrer teilnehmen und war zudem auch Startfahrer des ersten Rennens. Gehörten beide Fahrer derselben Kategorie an, konnte das Team wählen. An der zweiten Qualifikation nahm der verbliebene Teamkollege teil und musste den zweiten Meisterschaftslauf starten.
In beiden Rennen musste jedes Fahrzeug zwischen der 23. und 37. Minute einen Pflichtboxenstopp durchführen, bei dem der Fahrerwechsel vorgenommen wurde. Nachtanken und Reifenwechsel waren im Rennen und während der Qualifikationsläufe untersagt. Lediglich bei einem Reifenschaden, oder einem von der Rennleitung angezeigten Witterungswechsel war das Wechseln der Reifen erlaubt.

## Punktesystem
Mit Start der FIA-GT3-Europameisterschaft wurden an die ersten 8 klassifizierten Fahrer Punkte vergeben:
| Platz  | 1. | 2. | 3. | 4. | 5. | 6. | 7. | 8. |
| Punkte | 10 | 8  | 6  | 5  | 4  | 3  | 2  | 1  |

Ab 2010 wurde parallel mit der FIA-GT1-Weltmeisterschaft ein neues Punktesystem eingeführt, mit dem Punkte an die ersten 10 klassifizierten Fahrer vergeben wurden:
| Platz  | 1. | 2. | 3. | 4. | 5. | 6. | 7. | 8. | 9. | 10. |
| Punkte | 25 | 18 | 15 | 12 | 10 | 8  | 6  | 4  | 2  | 1   |

## Fahrzeuge
Die eingesetzten GT3-Rennwagen entsprachen der GT3-Fahrzeugklassifizierung mussten vor der Zulassung für die Rennserie von der FIA homologiert werden. Die Fahrzeuge waren im Vergleich zu den GT1- und GT2-Rennwagen aus der GT-Weltmeisterschaft seriennäher und somit kostengünstiger.
Folgende Hersteller und Fahrzeuge traten in der Meisterschaft an:
| Saison | Ascari    | Aston Martin | Audi   | BMW                   | Chevrolet          | Dodge                   | Ferrari            | Ford                         | Jaguar     | Lamborghini                            | Maserati        | Mercedes-Benz | Morgan                | Porsche       |
| ------ | --------- | ------------ | ------ | --------------------- | ------------------ | ----------------------- | ------------------ | ---------------------------- | ---------- | -------------------------------------- | --------------- | ------------- | --------------------- | ------------- |
| 2006   | KZ1 R GT3 | DBRS9        |        |                       | Corvette Z06.R GT3 | Viper Competition Coupe | F430 Challenge GT3 |                              |            | Gallardo GT3                           | Gransport Light |               |                       | 911 GT3 Cup   |
| 2007   | KZ1 R GT3 | DBRS9        |        |                       | Corvette Z06.R GT3 | Viper Competition Coupe | F430 GT3           | GT GT3, Mustang FR500 GT     | XK R-S GT3 | Gallardo GT3                           |                 |               | Aero Super Sports GT3 | 911 GT3 Cup   |
| 2008   | KZ1 R GT3 | DBRS9        |        |                       | Corvette Z06.R GT3 | Viper Competition Coupe | F430 GT3           | GT GT3, Mustang FR500 GT     | XK R-S GT3 | Gallardo GT3                           |                 |               | Aero Super Sports GT3 | 911 GT3 Cup S |
| 2009   | KZ1 R GT3 | DBRS9        | R8 LMS | Alpina B6 GT3         | Corvette Z06.R GT3 | Viper Competition Coupe | 430 Scuderia GT3   | GT GT3                       | XK R-S GT3 | Gallardo GT3                           |                 |               | Aero Super Sports GT3 | 911 GT3 Cup S |
| 2010   | KZ1 R GT3 | DBRS9        | R8 LMS | Alpina B6 GT3, Z4 GT3 | Corvette Z06.R GT3 |                         | 430 Scuderia GT3   | GT GT3, Mustang Marc VDS GT3 |            | Gallardo LP560-4                       |                 |               |                       | 911 GT3 R     |
| 2011   |           | DBRS9        | R8 LMS | Z4 GT3                |                    |                         | 458 Italia GT3     | GT GT3                       |            | Gallardo LP560 GT3, Gallardo LP600 GT3 |                 | SLS AMG GT3   |                       | 911 GT3 R     |
| 2012   |           | DBRS9        | R8 LMS |                       | Camaro GT          |                         | 458 Italia GT3     |                              |            | Gallardo LP600 GT3                     |                 | SLS AMG GT3   |                       |               |

## Fahrer
In der Serie waren mit Tiff Needell (2006), Loris Kessel (2006–2008), Jean-Denis Delétraz (2007, 2009) und Jacques Laffite (2007–2008) einige ehemalige Formel-1-Fahrer am Start.
Weitere prominente Starter waren Unternehmer Albert von Thurn und Taxis (2006, 2008–2012) und Skirennläufer Hans Knauß (2006–2008). Es fuhren mit Lilian Bryner (2006), Marguerite Laffite (2007–2008), Claudia Hürtgen (2009–2011), Ellen Lohr (2010) und Natalia Freidina (2012) auch einige Frauen in der Meisterschaft.

## Ergebnisse
In den sieben ausgetragenen Meisterschaften gewannen folgende Fahrer und Teams den Titel und den zweiten und dritten Platz:

### Fahrerwertung
| Jahr | Sieger                              | Zweiter                                                        | Dritter                              |
| ---- | ----------------------------------- | -------------------------------------------------------------- | ------------------------------------ |
| 2006 | Sean Edwards                        | Patrick Bornhauser                                             | Andrea Ceccato Stefano Livio         |
| 2007 | Henri Moser Gilles Vannelet         | Luca Pirri Jürgen von Gartzen                                  | Diego Alessi Alex Frassinetti        |
| 2008 | James Ruffier Arnaud Peyroles       | Thomas Accary Pierre-Brice Mena                                | Thomas Mutsch Ian Khan               |
| 2009 | Christopher Haase Christopher Mies  | Nicolas Armindo César Campaniço Thomas Accary Julien Rodrigues | Frédéric Makowiecki Manuel Rodrigues |
| 2010 | Daniel Keilwitz Christian Hohenadel | Paul van Splunteren Marco Holzer                               | Joakim Lambotte Mike Parisy          |
| 2011 | Francesco Castellacci Federico Leo  | Mike Parisy                                                    | Enzo Ide                             |
| 2012 | Dominik Baumann Maximilian Buhk     | Stefano Gai Michael Lyons                                      | David Mengesdorf Harald Proczyk      |

### Teamwertung
| Jahr | Sieger                     | Zweiter                               | Dritter                        |
| ---- | -------------------------- | ------------------------------------- | ------------------------------ |
| 2006 | Tech 9 Motorsport          | Racing Logistic                       | Racing Box                     |
| 2007 | Martini Callaway Racing    | Kessel Racing                         | BMS Scuderia Italia            |
| 2008 | Matech GT Racing           | Hexis Racing                          | Martini Callaway Racing        |
| 2009 | Hexis Racing AMR           | Matech GT Racing                      | Team Rosberg                   |
| 2010 | Callaway Competition       | Need for Speed by Schubert Motorsport | Prospeed Competition           |
| 2011 | Heico Motorsport           | Need for Speed Team Schubert          | Faster Racing by DB Motorsport |
| 2012 | Heico Gravity-Charouz Team | AF Corse                              | Rhino’s Leipert Motorsport     |

### Markenpokale
Von 2006 bis 2010 gewannen folgende Fahrer die Markenpokalwertungen:
| Saison | Ascari         | Aston Martin                                                            | Audi                               | BMW                          | Chevrolet                              | Dodge              | Ferrari                     | Ford            | Lamborghini                | Maserati                     | Porsche                          |
| ------ | -------------- | ----------------------------------------------------------------------- | ---------------------------------- | ---------------------------- | -------------------------------------- | ------------------ | --------------------------- | --------------- | -------------------------- | ---------------------------- | -------------------------------- |
| 2006   |                | Massimiliano Mugelli Marcello Zani                                      |                                    |                              | Christopher Campbell Philippe Charriol | Patrick Bornhauser |                             |                 | Albert von Thurn und Taxis | Roberto Sperati Andrea Palma | Sean Edwards                     |
| 2007   | Howard Spooner | Diego Alessi Alex Frassinetti                                           |                                    |                              | Luca Pirri Jürgen von Gartzen          |                    | Henri Moser Gilles Vannelet | Thomas Mutsch   | Hans Knauß                 |                              | Richard Williams                 |
| 2008   |                | Thomas Accary Pierre-Brice Mena Jean-Claude Lagniez Frédéric Makowiecki |                                    |                              | James Ruffier Arnaud Peyroles          |                    | José Manuel Balbiani        | Bradley Ellis   |                            |                              | David Ashburn Richard Williams   |
| 2009   |                | Thomas Accary Julien Rodrigues                                          | Christopher Haase Christopher Mies | Csaba Walter Claudia Hürtgen | Luca Pirri Diego Alessi                |                    | Stefano Gattuso             | Eric de Doncker |                            |                              | Niki Lanik                       |
| 2010   |                |                                                                         | Seán Paul Breslin                  |                              | Daniel Keilwitz Christian Hohenadel    |                    |                             |                 |                            |                              | Paul van Splunteren Marco Holzer |